# فهرست آثار ملی شهرستان پاسارگاد
فهرست آثار ملی شهرستان پاسارگاد  بخشی از آثار ملی استان فارس در ایران است.
آثار ثبت‌شده شهرستان در این فهرست شامل ۷۰ اثر است.

## فهرست
| کد ثبتی | نام                          | شهر      | موقعیت جغرافیایی | طول و عرض جغرافیایی | سال ثبت    | قدمت                                         | نگاره |
| ------- | ---------------------------- | -------- | --- | ------------------- | ---------- | -------------------------------------------- | ----- |
| ۱۹۳۰۶   | غار سیاه وکیل‌آباد            | پاسارگاد | شهرستان پاسارگاد، بخش مرکزی، دهستان کمین، روبروی روستای وکیل آباد، یک کیلومتری سمت راست جاده شیراز به اصفهان                     |                     | ۱۳۸۶/۰۵/۰۱ | فرا پارینه سنگی ـ ساسانی                     |       |
| ۱۹۷۰۷   | گورستان شاه مردان            | پاسارگاد | شهرستان پاسارگاد، بخش مرکزی، دهستان کمین، روبروی روستای وکیل آّباد، سمت راست جاده                                                 |                     | ۱۳۸۶/۰۶/۲۸ | قاجاریه                                      |       |
| ۲۰۷۴۱   | غار تنگ خشک سیوند            | پاسارگاد | شهرستان پاسارگاد، بخش مرکزی، دهستان کمین، غرب روستای قوام آباد، تنگ خشک سیوند                                                    |                     | ۱۳۸۶/۱۱/۳۰ | پارینه سنگی جدید ـ فرا پارینه سنگی           |       |
| ۲۰۷۴۲   | تل روباهی                    | پاسارگاد | شهرستان پاسارگاد، بخش مرکزی، دهستان کمین، روستای علی‌آباد، کنار تلمبه مهدی خان قوامی                                              |                     | ۱۳۸۶/۱۱/۳۰ | هزاره ۳ ق‌م ـ هخامنشی                         |       |
| ۲۰۷۴۳   | غار ابوالمهدی یک             | پاسارگاد | شهرستان پاسارگاد، بخش مرکزی، دهستان کمین، ۳۰۰ م شمال شرق روستای ابوالمهدی                                                        |                     | ۱۳۸۶/۱۱/۳۰ | پارینه سنگی جدید ـ فرا پارینه سنگی           |       |
| ۲۰۷۴۴   | غار علمداری نواجرد           | پاسارگاد | شهرستان پاسارگاد، بخش مرکزی، دهستان کمین، ۵۰۰ م شمال غربی روستای نواجرد، شمال تنگ علمداری                                        |                     | ۱۳۸۶/۱۱/۳۰ | پارینه سنگی جدید ـ فرا پارینه سنگی           |       |
| ۲۰۷۵۰   | گورستان خرسنگی شهرک علی‌آباد  | پاسارگاد | شهرستان پاسارگاد، بخش مرکزی، دهستان کمین، روستای علی‌آباد، ۳/۵ کیلومتری شمال جاده سعادتشهر به ارسنجان                             |                     | ۱۳۸۶/۱۱/۳۰ | تاریخی                                       |       |
| ۲۰۷۵۱   | تپه و گورستان قصر الدشت      | پاسارگاد | شهرستان پاسارگاد، بخش مرکزی، دهستان کمین، روستای قصر الدشت، ۵۰۰ م شمال عمارت ضرغامی                                              |                     | ۱۳۸۶/۱۱/۳۰ | نوسنگی ـ قرون متاخر اسلامی                   |       |
| ۲۰۷۵۲   | تل مهره‌ای اکبرآباد           | پاسارگاد | شهرستان پاسارگاد، بخش مرکزی، دهستان کمین، شمال غربی روستای اکبر آباد                                                             |                     | ۱۳۸۶/۱۱/۳۰ | تاریخی ـ قرون متاخر اسلامی                   |       |
| ۲۰۷۸۰   | غار چهل پله                  | پاسارگاد | شهرستان پاسارگاد، بخش مرکزی، دهستان کمین، یک کیلومتری شرق روستای ابوالمهدی                                                       |                     | ۱۳۸۶/۱۱/۳۰ | ساسانی                                       |       |
| ۲۰۸۰۲   | غار چاه وقه ۱                | پاسارگاد | شهرستان پاسارگاد، بخش مرکزی، دهستان سرپنیران، شمال شرقی روستای علی‌آباد، کیلومتری ۴ جاده سعادت به ارسنجان، ۳۰۰ م شمال ایستگاه گاز |                     | ۱۳۸۶/۱۱/۳۰ | پارینه سنگی جدید و فرا پارینه سنگی           |       |
| ۲۰۸۰۳   | غار همت‌آباد                  | پاسارگاد | شهرستان پاسارگاد، بخش مرکزی، دهستان کمین، ۷۰۰ م جنوب غربی جاده فرعی روستای همت‌آباد                                               |                     | ۱۳۸۶/۱۱/۳۰ | پارینه سنگی جدید ـ فرا پارینه سنگی           |       |
| ۲۰۸۴۷   | تل قاسم‌آباد علی رسیده        | پاسارگاد | شهرستان پاسارگاد، بخش مرکزی، دهستان کمین، روستای علی رسیده، جنب جاده فرعی آموزشگاه به علی رسیده                                  |                     | ۱۳۸۶/۱۱/۳۰ | ساسانی ـ قرون اولیه اسلامی                   |       |
| ۲۰۸۵۴   | پناهگاه صخره‌ای تنگ چاه وقه ۲ | پاسارگاد | شهرستان پاسارگاد، بخش مرکزی، دهستان سرپنیران، روستای علی‌آباد، ۴ کیلومتری شمال جاده سعادت شهر به ارسنجان، تنگ چاه وقه             |                     | ۱۳۸۶/۱۱/۳۰ | پارینه سنگی جدید ـ فرا پارینه سنگی           |       |
| ۲۰۸۹۷   | غار تنگ خشک سیوند ۲          | پاسارگاد | شهرستان پاسارگاد، بخش مرکزی، دهستان کمین، غرب روستای قوام آباد، دره جنوبی تنگ خشک سیوند                                          |                     | ۱۳۸۶/۱۱/۳۰ | پارینه سنگی جدید ـ فرا پارینه سنگی           |       |
| ۲۰۸۹۸   | محوطه قنات نای گرد           | پاسارگاد | شهرستان پاسارگاد، بخش مرکزی، دهستان کمین، روستای نواجرد، ۲۰۰ م شمال کارخانه بیژن                                                 |                     | ۱۳۸۶/۱۱/۳۰ | تاریخی                                       |       |
| ۲۰۹۰۹   | گورستان خر سنگی قنات نای گرد | پاسارگاد | شهرستان پاسارگاد، بخش مرکزی، دهستان کمین، ۱۰۰ م شمال روستای نواجرد (نای گرد)                                                     |                     | ۱۳۸۶/۱۱/۳۰ | تاریخی                                       |       |
| ۲۰۹۱۰   | غار چشمه ابوالمهدی           | پاسارگاد | شهرستان پاسارگاد، بخش مرکزی، دهستان کمین، ۱/۵ کیلومتری شمال شرقی روستای ابوالمهدی                                                |                     | ۱۳۸۶/۱۱/۳۰ | پارینه سنگی جدید ـ فرا پارینه سنگی           |       |
| ۲۱۸۳۶   | تپه استخر کرم ابریشم         | پاسارگاد | شهرستان پاسارگاد، بخش مرکزی، دهستان کمین، روستای علی‌آباد، جنب استخر مرکز پرورش کرم ابریشیم                                       |                     | ۱۳۸۶/۱۲/۲۶ | تاریخی                                       |       |
| ۲۱۸۴۹   | غار ابوالمهدی ۲              | پاسارگاد | شهرستان پاسارگاد، بخش مرکزی، دهستان کمین، ۵۰۰ م شمال غرب روستای ابوالمهدی                                                        |                     | ۱۳۸۶/۱۲/۲۶ | پارینه سنگی جدید و فرا پارینه سنگی           |       |
| ۲۱۸۵۷   | تل نمندی (اسفندی)            | پاسارگاد | شهرستان پاسارگاد، بخش مرکز ی، دهستان کمین، روستای رحمت آباد، ۵۰ متری جنوب پل بزرگ کمربندی سعادتشهر، مرودشت                       |                     | ۱۳۸۶/۱۲/۲۶ | نوسنگی                                       |       |
| ۲۱۸۵۸   | محوطه مرکز پرورش کرم ابریشم  | پاسارگاد | شهرستان پاسارگاد، بخش مرکزی، دهستان کمین، روستای علی‌آباد، شمال غربی ایستگاه پرورش کرم ابریشم                                     |                     | ۱۳۸۶/۱۲/۲۶ | هزاره ۵ ق‌م ـ هخامنشی                         |       |
| ۲۱۸۷۳   | تپه اسلام‌آباد                | پاسارگاد | شهرستان پاسارگاد، بخش مرکزی، دهستان کمین، ۱۰۰ م شمال روستای اسلام‌آباد                                                            |                     | ۱۳۸۶/۱۲/۲۶ | هخامنشی ـ ساسانی                             |       |
| ۲۱۸۷۶   | غار قوام‌آباد                 | پاسارگاد | شهرستان پاسارگاد، بخش مرکزی، دهستان کمین، ۵۰۰ م شمال شرق روستای قوام آباد                                                        |                     | ۱۳۸۶/۱۲/۲۶ | پارینه سنگی جدید و فرا پارینه سنگی           |       |
| ۲۱۸۷۷   | کانال شرق تنگ بلاغی          | پاسارگاد | شهرستان پاسارگاد، بخش هخامنشی، دهستان مادر سلیمان، روستای مبارک‌آباد، ۵/۶ کیلومتری داخل تنگ بلاغی                                 |                     | ۱۳۸۶/۱۲/۲۶ | هخامنشی                                      |       |
| ۲۱۹۰۰   | غار آکبرآباد ۲               | پاسارگاد | شهرستان پاسارگاد، بخش مرکزی، دهستان کمین، ۵۰۰ م شمال روستای اکبر آباد                                                            |                     | ۱۳۸۶/۱۲/۲۶ | پارینه سنگی جدید ـ فرا پارینه سنگی           |       |
| ۲۱۹۰۱   | غار تنگ پیر چوپان ۲          | پاسارگاد | شهرستان پاسارگاد، بخش مرکزی، دهستان کمین، جنوب شرقی روستای علی رسیده، تنگ پیر چوپان                                              |                     | ۱۳۸۶/۱۲/۲۶ | پارینه سنگی جدید و فرا پارینه سنگی           |       |
| ۲۱۹۰۵   | محوطه قصر دختر تنگ سعادت‌شهر  | پاسارگاد | شهرستان پاسارگاد، بخش مرکزی، شهر سعادت شهر، ۲۰۰ م شمال غربی پلیس راه سعادتشهر                                                    |                     | ۱۳۸۶/۱۲/۲۶ | ساسانی ـ قرون اولیه اسلامی                   |       |
| ۲۱۹۰۶   | تل آنگوین                    | پاسارگاد | شهرستان پاسارگاد، بخش مرکزی، دهستان کمین، روستای علی‌آباد، شمال باغات علی‌آباد                                                     |                     | ۱۳۸۶/۱۲/۲۶ | ساسانی ـ قرون اولیه اسلامی                   |       |
| ۲۱۹۱۱   | تپه آموزشگاه کشاورزی         | پاسارگاد | شهرستان پاسارگاد، بخش مرکزی، دهستان کمین، روستای علی‌آباد، ۵۰۰ م جنوب آموزشگاه کشاورزی                                            |                     | ۱۳۸۶/۱۲/۲۶ | هخامنشی                                      |       |
| ۲۱۹۱۲   | کانال غرب تنگ بلاغی          | پاسارگاد | شهرستان پاسارگاد، بخش هخامنشی، دهستان مادر سلیمان، روستای مبارک‌آباد، غرب تنگ بلاغی                                               |                     | ۱۳۸۶/۱۲/۲۶ | هخامنشی                                      |       |
| ۲۱۹۱۳   | پناهگاه تنب کرم ۱            | پاسارگاد | شهرستان پاسارگاد، بخش مرکزی، دهستان کمین، روستای قوام آباد، کوه تنب کرم، جنوب معدن الماس بری سیوند                               |                     | ۱۳۸۶/۱۲/۲۶ | پارینه سنگی جدید ـ فرا پارینه سنگی ـ هخامنشی |       |
| ۲۱۹۱۴   | تپه تنگ پیر چوپان            | پاسارگاد | شهرستان پاسارگاد، بخش مرکزی، دهستان کمین، روستای علی رسیده، تنگ پیر چوپان                                                        |                     | ۱۳۸۶/۱۲/۲۶ | ساسانی ـ قرون اولیه اسلامی                   |       |
| ۲۱۹۱۵   | محوطه معدن الماس بری سیوند   | پاسارگاد | شهرستان پاسارگاد، بخش مرکزی، دهستان کمین، روستای قوام آباد، کوه تنب کرم، ۱۰۰ م جنوب شرقی معدن سیوند                              |                     | ۱۳۸۶/۱۲/۲۶ | هخامنشی                                      |       |
| ۲۱۹۱۷   | خرفخانه‌های همت‌آباد           | پاسارگاد | شهرستان پاسارگاد، بخش مرکزی، دهستان کمین، دو کیلومتری جنوب غربی روستای همت‌آباد                                                   |                     | ۱۳۸۶/۱۲/۲۶ | اشکانی ـ ساسانی                              |       |
| ۲۱۹۱۸   | گورستان خرسنگی کارخانه بیژن  | پاسارگاد | شهرستان پاسارگاد، بخش مرکزی، دهستان کمین، روستای اکبرآباد، ۵۰ م شمال کارخانه بیژن                                                |                     | ۱۳۸۶/۱۲/۲۶ | تاریخی                                       |       |
| ۲۱۹۱۹   | اشکفت حاجی میرزایی ـ ۲       | پاسارگاد | شهرستان پاسارگاد، بخش مرکزی، شهر سعادتشهر، ۲۰۰ م شمال غربی پلیس راه سعادت شهر                                                    |                     | ۱۳۸۶/۱۲/۲۶ | پارینه سنگی جدید و فرا پارینه سنگی           |       |
| ۲۱۹۲۱   | غار صفدر ۲                   | پاسارگاد | شهرستان پاسارگاد، بخش مرکزی، شهر سعادتشهر، ۲۰۰ م شمال غربی پلیس راه سعات شهر                                                     |                     | ۱۳۸۶/۱۲/۲۶ | پارینه سنگی جدید ـ فرا پارینه سنگی           |       |
| ۲۱۹۲۴   | محوطه تنگ چاه وقه ۱          | پاسارگاد | شهرستان پاسارگاد، بخش مرکزی، دهستان سرپنیران، روستای علی‌آباد                                                                     |                     | ۱۳۸۶/۱۲/۲۶ | ساسانی                                       |       |
| ۲۱۹۲۵   | پناهگاه تنگ چاه وقه ۳        | پاسارگاد | شهرستان پاسارگاد، بخش مرکزی، دهستان سرپنیران، روستای علی‌آباد، ۴ کیلومتری شمال جاده ارتباطی سعادتشهر به ارسنجان                   |                     | ۱۳۸۶/۱۲/۲۶ | پارینه سنگی جدید و فرا پارینه سنگی           |       |
| ۲۱۹۲۶   | غارهای پنج قلو               | پاسارگاد | شهرستان پاسارگاد، بخش مرکزی، شهر سعادتشهر، یک کیلومتری شمال پلیس راه سعادتشهر، شرق تونل راه آهن                                  |                     | ۱۳۸۶/۱۲/۲۶ | پارینه سنگی جدید ـ فرا پارینه سنگی           |       |
| ۲۱۹۲۷   | غار قلعه‌کهنه رحمت‌آباد        | پاسارگاد | شهرستان پاسارگاد، بخش مرکزی، دهستان کمین، روستای قدیم رحمت آباد، دره شمال قلعه کهنه رحمت آباد                                    |                     | ۱۳۸۶/۱۲/۲۶ | پارینه سنگی جدید ـ فرا پارینه سنگی ـ ساسانی  |       |
| ۲۱۹۲۹   | پناهگاه تنب کرم ۲            | پاسارگاد | شهرستان پاسارگاد، بخش مرکزی، دهستان کمین، روستای قوام آباد، کوه تنب کرم، جنوب شرقی معدن الماس بری سیوند                          |                     | ۱۳۸۶/۱۲/۲۶ | پارینه سنگی جدید ـ فرا پارینه سنگی           |       |
| ۲۱۹۳۲   | تپه ابوالمهدی                | پاسارگاد | شهرستان پاسارگاد، بخش مرکزی، دهستان کمین، ۱۰۰ م شمال شرق روستای ابوالمهدی                                                        |                     | ۱۳۸۶/۱۲/۲۶ | هخامنشی ـ ساسانی                             |       |
| ۲۱۹۳۳   | غار شاه مردان ۳              | پاسارگاد | شهرستان پاسارگاد، بخش مرکزی، دهستان کمین، روستای دولت‌آباد، ۵۰۰ م شرق قبرستان دولت‌آباد، دره شاه مردان                             |                     | ۱۳۸۶/۱۲/۲۶ | پارینه سنگی جدید تا نوسنگی                   |       |
| ۲۱۹۳۴   | تپه حسن‌آباد                  | پاسارگاد | شهرستان پاسارگاد، بخش مرکزی، دهستان کمین، ۵۰ م غرب روستای حسن‌آباد                                                                |                     | ۱۳۸۶/۱۲/۲۶ | هزاره ۴ ق‌م ـ تاریخی                          |       |
| ۲۱۹۳۵   | غار حاصل                     | پاسارگاد | شهرستان پاسارگاد، بخش مرکزی، شهر سعادتشهر، ۲/۵ک م شمال غربی پلیس راه                                                             |                     | ۱۳۸۶/۱۲/۲۶ | پارینه سنگی جدید ـ فرا پارینه سنگی           |       |
| ۲۱۹۳۶   | محوطه غرب آموزشگاه کشاورزی   | پاسارگاد | شهرستان پاسارگاد، بخش مرکزی، دهستان کمین، روستای علی رسیده، ۱۰۰ م غرب آموزشگاه کشاورزی                                           |                     | ۱۳۸۶/۱۲/۲۶ | ساسانی ـ قرون اولیه اسلامی                   |       |
| ۲۳۲۰۲   | محوطه پارک مهرگان            | پاسارگاد | شهرستان پاسارگاد، بخش مرکزی، دهستان کمین، شمال شرقی باغات روستا ی علی‌آباد، ۵۰ م شمال پارک مهرگان                                 |                     | ۱۳۸۷/۰۶/۱۸ | تاریخی                                       |       |
| ۲۳۲۰۴   | محوطه گسترده میان جاده‌ای ۲   | پاسارگاد | شهرستان پاسارگاد، بخش هخامنش، دهستان مادر سلیمان، دو کیلومتری جنوب غرب روستای کردشول، ۵۰۰ م جنوب تپه میان جاده‌ای                 |                     | ۱۳۸۷/۰۶/۱۸ | هخامنشی                                      |       |
| ۲۳۲۰۵   | پناهگاه صخره‌ای پوزه سرخ ۲    | پاسارگاد | شهرستان پاسارگاد، بخش هخامنش، دهستان مادرسلیمان، روستای مبارک‌آباد، تنگ بلاغی، پوزه سرخ                                           |                     | ۱۳۸۷/۰۶/۱۸ | پارینه سنگی جدید و فرا پارینه سنگی           |       |
| ۲۳۲۰۶   | غار محمد سرحدی               | پاسارگاد | شهرستان پاسارگاد، بخش هخامنش، دهستان مادر سلیمان، روستای مبارک‌آباد، تنگ بلاغی، سمت غرب رودخانه پلوار                             |                     | ۱۳۸۷/۰۶/۱۸ | پارینه سنگی ـ فرا پارینه سنگی                |       |
| ۲۳۲۱۰   | غار تدفینی دختربر            | پاسارگاد | شهرستان پاسارگاد، بخش هخامنش، دهستان مادرسلیمان، روستای مبارک‌آباد، ابتدای راه شاهی (دختر بر)، تنگ بلاغی                          |                     | ۱۳۸۷/۰۶/۱۸ | تاریخی                                       |       |
| ۲۳۲۱۴   | غار حسن پهلوان ۲             | پاسارگاد | شهرستان پاسارگاد، بخش هخامنش، دهستان مادر سلیمان، روستای مبارک‌آباد، انتهای تنگ بلاغی، تنگ حسن پهلوان                             |                     | ۱۳۸۷/۰۶/۱۸ | پارینه سنگی جدید ـ فرا پارینه سنگی           |       |
| ۲۳۲۱۸   | غار حسن پهلوان ۱             | پاسارگاد | شهرستان پاسارگاد، بخش هخامنش، دهستان مادرسلیمان، روستای مبارک‌آباد، انتهای تنگ بلاغی، ۵۰۰ م شرق تنگ حسن پهلوان                    |                     | ۱۳۸۷/۰۶/۱۸ | پارینه سنگی جدید ـ فرا پارینه سنگی           |       |
| ۲۳۳۷۱   | غار پوزه سرخ ۱               | پاسارگاد | شهرستان پاسارگاد، بخش هخامنش، دهستان مادر سلیمان، روستای مبارک‌آباد، تنگ بلاغی، شرق پوزه سرخ دره                                  |                     | ۱۳۸۷/۰۶/۱۸ | پارینه سنگی جدید ـ فرا پارینه سنگی           |       |
| ۲۳۳۷۳   | غار تدفینی پوزه‌سرخ ۲         | پاسارگاد | شهرستان پاسارگاد، بخش هخامنش، دهستان مادر سلیمان، روستای مبارک‌آباد، تنگبلاغی، دره غرب پوزه سرخ                                   |                     | ۱۳۸۷/۰۶/۱۸ | تاریخی                                       |       |
| ۲۳۳۷۵   | پناهگاه پوزه سرخ یک          | پاسارگاد | شهرستان پاسارگاد، بخش هخامنش، دهستان مادر سلیمان، روستای مبارک‌آباد، تنگ بلاغی، پوزه سرخ دره                                      |                     | ۱۳۸۷/۰۶/۱۸ | پارینه سنگی جدید ـ فرا پارینه سنگی           |       |
| ۲۳۳۷۶   | غارهای تنگ زهری              | پاسارگاد | شهرستان پاسارگاد، بخش هخامنش، دهستان مادر سلیمان، روستای مبارک‌آباد، انتهای تنگ بلاغی، تنگ زهری                                   |                     | ۱۳۸۷/۰۶/۱۸ | پارینه سنگی جدید ـ فرا پارینه سنگی           |       |
| ۲۳۳۷۷   | غار تنگ تیرانداز شرقی        | پاسارگاد | شهرستان پاسارگاد، بخش هخامنش، دهستان مادر سلیمان، روستای مبارک آّباد، ۲۰۰ م جنوب شرق تنگ تیرانداز بلاغی                           |                     | ۱۳۸۷/۰۶/۱۸ | پارینه سنگی جدید ـ فرا پارینه سنگی           |       |
| ۲۳۳۷۸   | غار حاج بهرامی ۱             | پاسارگاد | شهرستان پاسارگاد، بخش هخامنش، دهستان مادرسلیمان، روستای مبارک آّباد، تنگ بلاغی، روبه بروی سد سیوند                                |                     | ۱۳۸۷/۰۶/۱۸ | پارینه سنگی جدید ـ فرا پارینه سنگی           |       |
| ۲۳۳۷۹   | غار حاجی حسین                | پاسارگاد | شهرستان پاسارگاد، بخش هخامنش، دهستان مادر سلیمان، روستای مبارک‌آباد، تنگ بلاغی، ۱۵۰ م جنوب غرب پوزه دختر بر، غرب جاده             |                     | ۱۳۸۷/۰۶/۱۸ | پارینه سنگی و فرا پارینه سنگی                |       |
| ۲۳۳۸۰   | غار درختی                    | پاسارگاد | شهرستان پاسارگاد، بخش هخامنش، دهستان مادر سلیمان، روستای مبارک‌آباد، غرب تنگ بلاغی، ۲۵۰ م جنوب غربی تنگ تیرانداز                  |                     | ۱۳۸۷/۰۶/۱۸ | پارینه سنگی جدید ـ فراپارینه سنگی            |       |
| ۲۳۴۴۹   | غار حاج بهرامی ۲             | پاسارگاد | شهرستان پاسارگاد، بخش هخامنش، دهستان مادرسلیمان، روستای مبارک آّباد، روبروی سد سیوند                                              |                     | ۱۳۸۷/۰۶/۱۸ | پارینه سنگی جدید ـ فرا پارینه سنگی           |       |
| ۲۴۱۸۸   | غارهای پوزه سرخ ۳            | پاسارگاد | شهرستان پاسارگاد، بخش هخامنش، دهستان مادرسلیمان، روستای مبارک‌آباد، تنگ بلاغی، دره غرب پوزه سرخ                                   |                     | ۱۳۸۷/۱۰/۱۵ | پارینه سنگی جدید ـ فرا پارینه سنگی           |       |
| ۲۴۱۸۹   | غار غرب تنگ تیرانداز         | پاسارگاد | شهرستان پاسارگاد، بخش هخامنش، دهستان مادرسلیمان، روستای مبارک آباد، غرب تنگ بلاغی، ۲۰۰ م جنوب تنگ تیرانداز                       |                     | ۱۳۸۷/۱۰/۱۵ | پارینه سنگی جدید ـ فرا پارینه سنگی           |       |
| ۲۶۶۲۶   | رشته قنات علی‌آباد            | پاسارگاد | شهرستان پاسارگاد، بخش مرکزی، شمال شرق شهر سعادتشهر، تنگ سعادتشهر، شمال محله علی‌آباد                                              |                     |            | قرون متاخر اسلامی                            |       |
| ۲۶۶۳۳   | رشته قنات شرف‌آباد            | پاسارگاد | شهرستان پاسارگاد، بخش مرکزی، شمال شرق شهر سعادتشهر، تنگ سعادتشهر، منطقه‌ای آغل کمر تا وسط                                         |                     |            | قرون متاخر اسلامی                            |       |
| ۲۶۶۴۱   | رشته قنات نای گرد            | پاسارگاد | شهرستان پاسارگاد، بخش مرکزی، شمال شرق شهر سعادتشهر، شمال شرقی محله نای گرد                                                       |                     |            | قرون متاخر اسلامی                            |       |
| ۲۶۶۴۲   | رشته قنات سراج‌آباد           | پاسارگاد | شهرستان پاسارگاد، بخش مرکزی، شمال شهر سعادتشهر، شمال محله سراج آباد                                                              |                     |            | قرون متاخر اسلامی                            |       |